# Paul Bril
Pour les articles homonymes, voir Bril.
Paul Bril, né à Anvers (Flandres, aujourd'hui en Belgique) ou Bréda (Brabant septentrional, aujourd'hui aux Pays-Bas), en 1553 ou 1554, dans les Pays-Bas espagnols dont il était sujet, et mort à Rome en 1626, est un peintre, dessinateur et graveur flamand de l'école d'Anvers. Il fut actif à Rome de 1582 à sa mort comme paysagiste de vedute.

## Biographie
Paul Bril reçoit d'abord une formation artistique de son père, le peintre Matthijs Bril le Vieux. Ensuite il poursuit son apprentissage auprès de Damiaen Wortelmans.
Aux environs de 1575, il entame un voyage à l'étranger. Après avoir passé quelque temps à Lyon, il continue sa route et arrive à Rome en 1582 où il travaille d'abord dans l’atelier de son frère aîné, Matthijs Bril le Jeune (1550-1583) qui décore à fresque le palais du Vatican. Il semble qu’à cette époque il se soit perfectionné dans son art, et il s'intègre fortement dans la ville italienne.
Après la mort prématurée de son frère, qui avait été pour lui également un maître et qu'il ne tarda pas à surpasser, il achève pour le pape les ouvrages que son aîné n'avait pu terminer. Il participe aux fresques de la Scala Santa en 1588, à celles du Palais Farnèse à Caprarola, aux côtés d'Antonio Tempesta et travaille dans d'importantes églises de la cité pontificale.
Après 1590, il commence à se consacrer à la peinture de chevalet et à la technique de l'huile sur cuivre. En 1592, il se marie. Tout comme son frère, il reçoit par la suite des commandes des papes Grégoire XIII, Sixte V — qui l'emploie à décorer ses palais et plusieurs couvents d'Italie — Clément VIII et Paul V. Entre 1599 et 1600, il peint des paysages à fresque pour le cardinal Sfondrati au couvent Sainte-Cécile au Trastevere et en 1602 il réalise les décorations de la salle Clémentine au Vatican.
Durant ses années de maturité, il eut d'autres commandes importantes : les lunettes des Quatre Saisons au Palais Ruspigliosi Pallavicini en 1613-1614, et celles de la salle des Pays au Casino Ludovici en 1621 en collaboration avec le Dominiquin, le Guerchin et Viola.
Il est membre du groupe d’artistes Virtuosi al Pantheon, et en 1620, il fut élu Principe de l’Accademia di San Luca et Secondo Consigliere en 1623. Ces titres étaient attribués pour la première fois à un paysagiste et à un étranger.
Il eut comme collaborateurs Agostino Tassi et le Gobbo dei Carracci.
Il restera à Rome jusqu'à sa mort, survenue vers octobre 1626.

## Œuvre
Paul Bril est connu pour ses paysages animés de chasseurs ou agrémentés de scènes mythologiques, avec des effets de soleil et de lumière. Il peignit des fresques à paysage dans différentes églises et dans les palais des papes et des cardinaux à Rome. Cependant, il doit surtout sa renommée à ses paysages de petit format sur cuivre ou sur panneau. Il a laissé en outre bon nombre de dessins.
Il a d'abord réalisé des paysages panoramiques qui, souvent, comportaient des scènes historiques ou bibliques, le tout dans la tradition du maniérisme flamand. Ils sont caractérisés par une construction mouvementée faite de diagonales, un raffinement dans le détail, et la palette de couleurs traditionnelle de brun, vert et bleu. De cette époque, on connaît également de lui des paysages sylvestres à la manière de Gillis Van Coninxloo et de Jan Brueghel l'Ancien. Progressivement, il ajouta au réalisme de ses paysages en faisant fonctionner davantage la nature et les bâtiments comme éléments structurels.
L’atelier de Paul Bril à Rome devait devenir aux alentours de 1600 un lieu de rencontre pour certains artistes qui s’inspirèrent mutuellement ; parmi ceux-ci : Adam Elsheimer, Frederik Van Valckenborch, Sebastiaan Vranckx et Jan Brueghel l'Ancien. Ce sont surtout dans les œuvres de ce dernier que l’influence de Bril est alors la plus marquée. Paul Bril lui-même associe sa propre perception du paysage aux expériences de l'École de Frankhenthal (Rhénanie).
Une sorte d’influence croisée s’opéra également avec les peintres italiens qui tendaient vers un style classique et un paysage idéalisé, à commencer notamment par Annibale Carracci. Paul Bril passe d'un type de paysage strictement flamand à un paysage plus ouvert, plus doux. Cette nouvelle interprétation annonce déjà les paysages romains des années 1650. Pour Agostino Tassi et Claude Lorrain, La Marine de Bril conservée aux Offices, fut un véritable modèle. Il inspira aussi des artistes tels que Domenichino et Giovanni Battista Viola.
Par le truchement de gravures réalisées d’après son œuvre par Hendrick Goudt d’Utrecht, également Pierre Paul Rubens, Jacob Pynas, Pieter Lastman, Cornelis Van Poelenburgh et Bartholomeus Breenbergh sont redevables dans une plus ou moins large mesure à Bril. Ainsi Bril, à côté de son ami Elsheimer, constitua-t-il un chaînon important dans le développement complexe de l’art du paysage autour de 1600.
Il signe parfois d'un pictogramme évoquant son nom : une paire de lunettes, en néerlandais, bril.

### Œuvres avant 1610
- La Chasse au cerf (1595), huile sur cuivre, 21 × 28 cm, Musée des Offices, Florence[5]
- La Chasse au cerf (1590-1595), huile sur toile, 105 × 137 cm, Musée du Louvre[6]
- Rebecca au puits recevant les présents d'Eliezer (vers 1595), huile sur toile, 95,5 × 119 cm, château de Fontainebleau[7]
- Autoportrait (1595-1600), huile sur toile, 70,8 × 77,2 cm, Rhode Island School of Design Museum[8]
- Paysage fantastique (1598), huile sur cuivre, 21,3 × 29,2 cm, galerie nationale d'Écosse, Édimbourg[9]
- Paysage fluvial avec tour en ruine (1600), huile sur cuivre, 21,5 × 29,5 cm, Kunsthistorisches Museum, Vienne[10]
- Le Naufrage de Jonas (vers 1600) (s.d.), huile sur toile, 125 × 169,5 cm, Palais des beaux-arts de Lille[11]
- Vue du Forum Romain avec les colonnes du Temple Castor et Pollux et la Basilique d'Hadrien (1600), huile sur cuivre, 21 × 29 cm, Gemäldegalerie Alte Meister, Dresde
- Paysage nocturne avec un port et un phare (1601), huile sur cuivre, 22 × 29,5 cm, Kunsthistorisches Museum, Vienne[12]

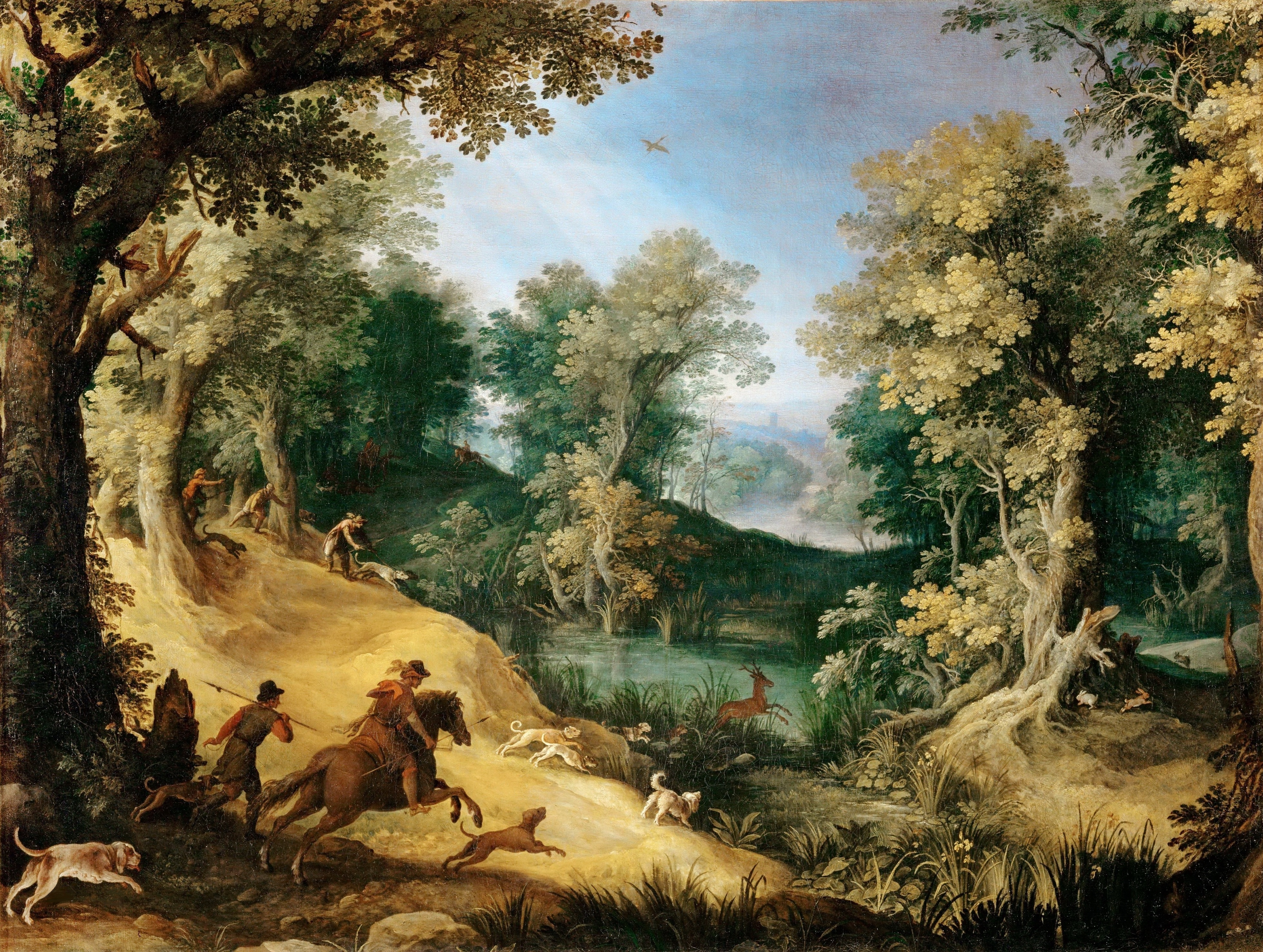
La Chasse au cerf (1590-1595) Musée du Louvre.
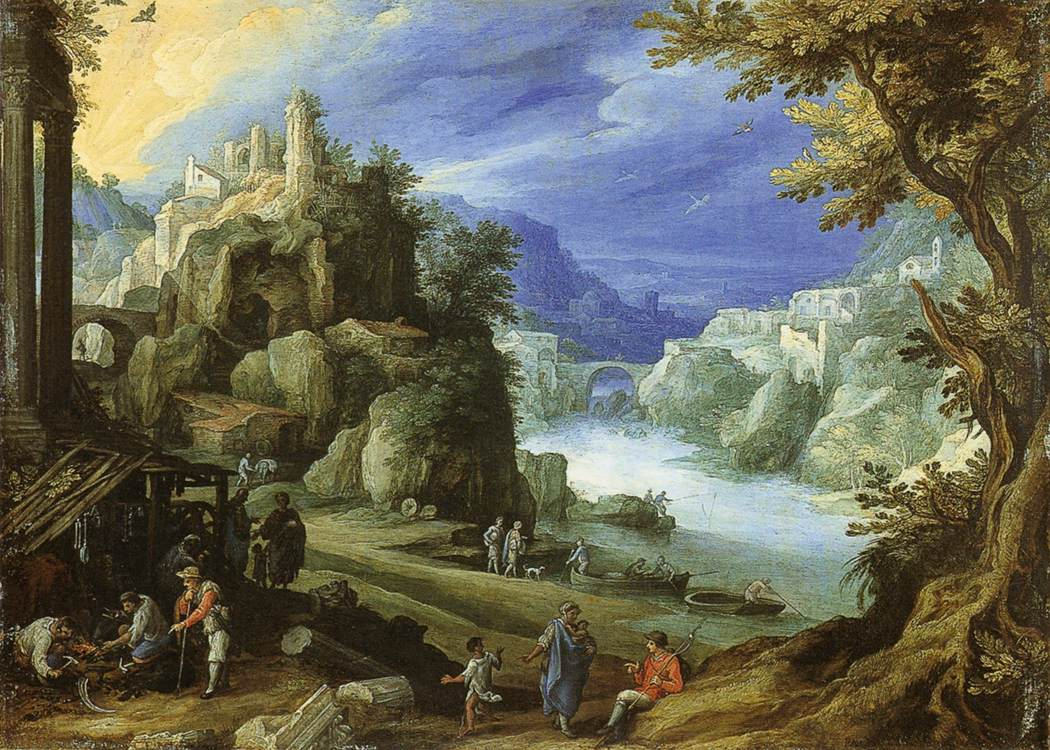
Paysage fantastique sur cuivre (1598) Édimbourg.
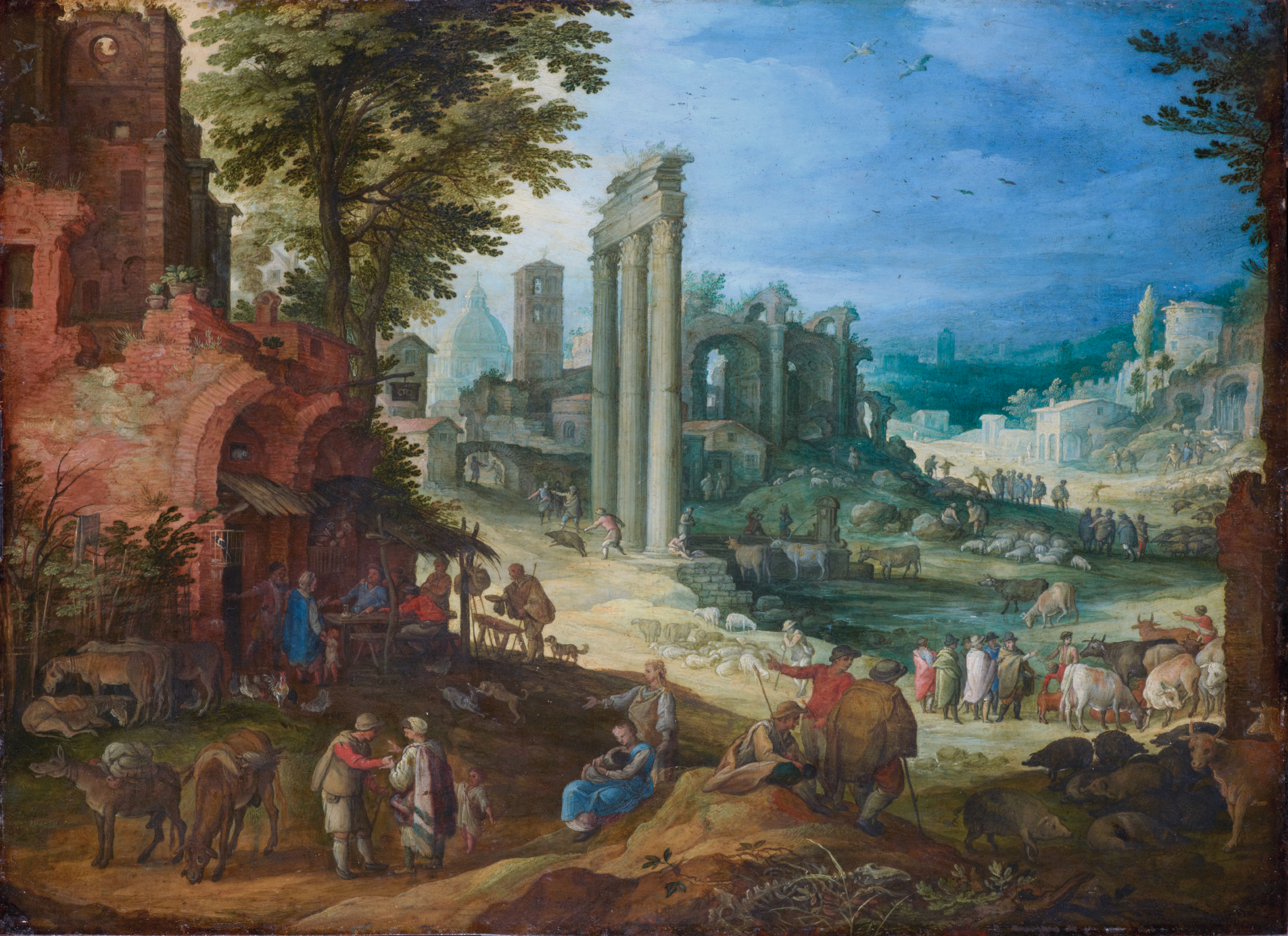
Paysage romain en ruines sur cuivre (1600) Dresde.

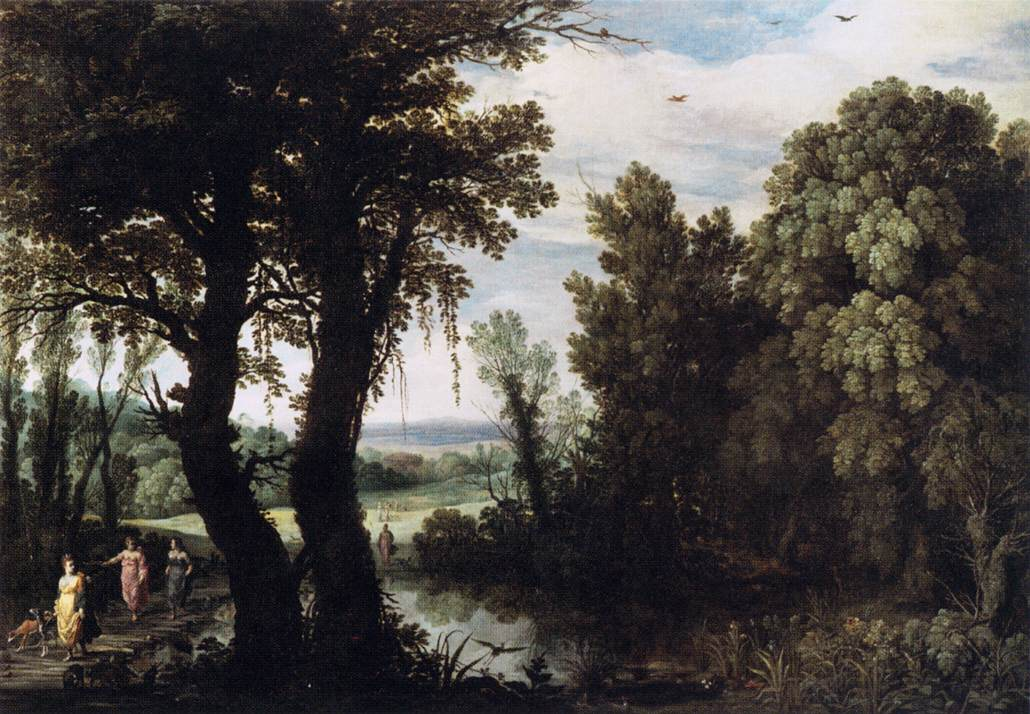
Diane et ses nymphes (1615-1620)
Musée du Louvre.

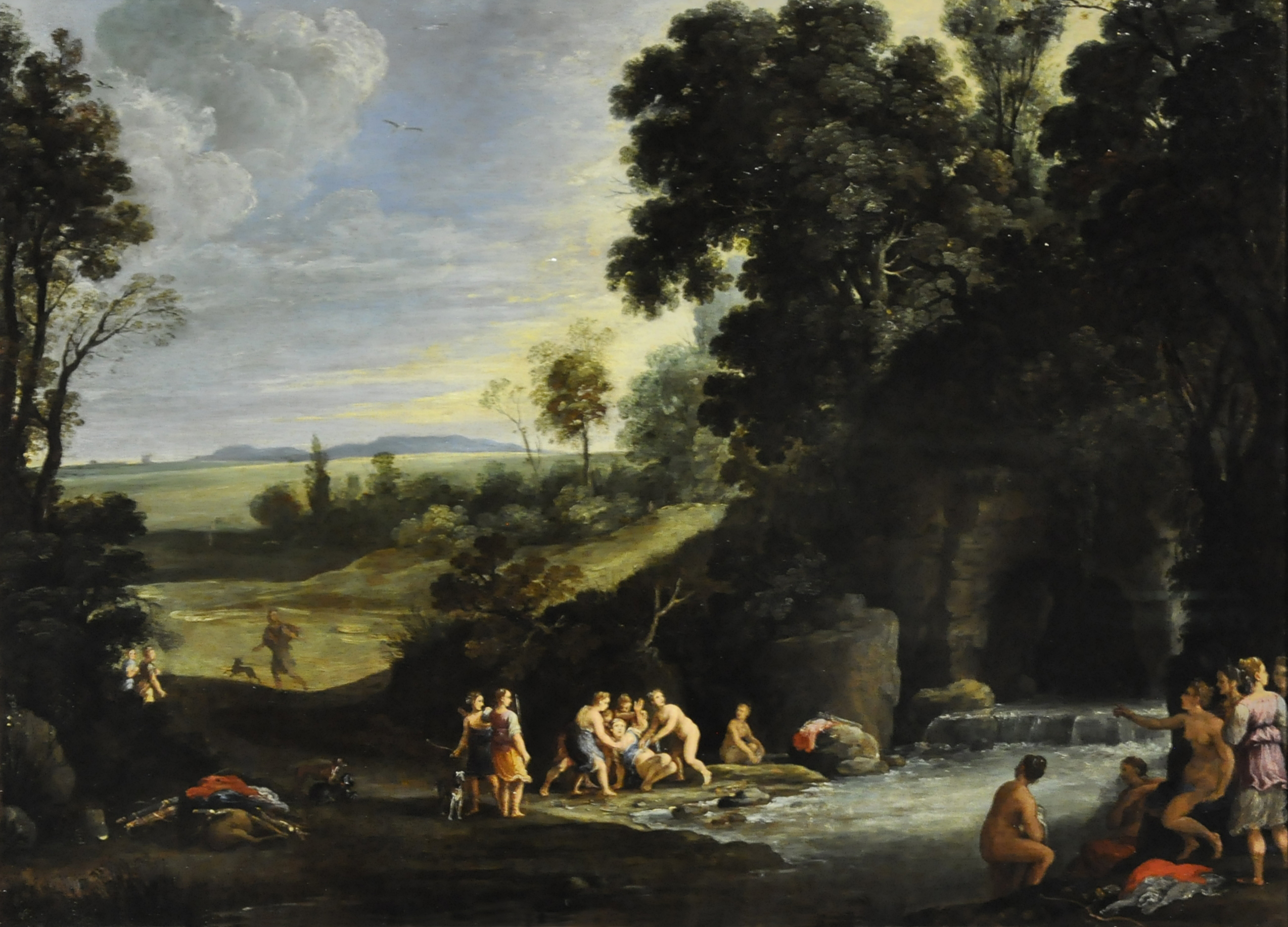
Diane et Callisto (vers 1620)
Londres.

### Œuvres après 1610
Après 1610, il revint aux anciens schémas, et exception faite de Willem van Nieulant, qui copia son style fidèlement, il eut beaucoup moins d’imitateurs.
- Paysage Mercure et Argus (1612), huile sur toile, 68 × 88 cm, Kunsthistorisches Museum, Vienne[13]
- Paysage avec un pont (1612), huile sur toile, 95 × 140 cm, Kunsthistorisches Museum, Vienne[14]
- Diane et ses nymphes allant à la chasse (1615-1620), huile sur toile, 104 × 146 cm, Musée du Louvre, Paris[15]
- Paysage avec pèlerins d'Emmaüs (1617), huile sur toile, 95 × 142 cm, Musée du Louvre, Paris[16]
- Marine (1617), huile sur toile, 86 × 116 cm, Musée des Offices, Florence[5]
- Paysage avec chasseur (1619), huile sur toile, 60 × 88 cm, Art Institute of Chicago[17]
- Paysage avec Pan et Syrinx (vers 1620), huile sur toile, 48,6 × 70,5 cm, musée des beaux-arts de San Francisco[18]
- Vénus et Adonis (1620), huile sur toile, musée d'Angoulême[19]
- Diane et Callisto (vers 1620), huile sur panneau, 49,5 × 72,4 cm, National Gallery, Londres[20]
- Vue de la campagne romaine (vers 1620), huile sur toile, 77 × 118 cm, Musée de l'Ermitage, Saint-Pétersbourg[21]
- Paysage avec saint Jean-Baptiste (1620-1622), huile sur toile, 70 × 70 cm, Musée du Louvre, Paris[22]
- Paysage aux pêcheurs (1624), huile sur toile, 46,5 × 71,5 cm, Musée du Louvre, Paris[23]
- La Tentation du Christ dans le désert (1626), huile sur toile, 120,6 × 149,2 cm, Birmingham Museum and Art Gallery[24]
- Vue de Bracciano (années 1620), huile sur toile, 74,5 × 163,6 cm, Galerie d'art d'Australie-Méridionale[25]

### Dates non documentées
- Le Port, huile sur toile, 105 × 150 cm, Musée Old Masters, Bruxelles[26]
- Jonas et la Baleine, huile sur toile, 46 × 60,5 cm, Musée Old Masters, Bruxelles[27]
- Paysage d'Italie avec saint Jérôme méditant dans un oratoire rustique, huile sur toile, Aix-en-Provence, musée Granet
- Vue du temple de la Sybille à Tivoli, huile sur bois, 28 × 42 cm, Musée des beaux-arts de Bordeaux[28]
- Paysage, huile sur toile, 66,2 × 96 cm, Cherbourg-Octeville, musée Thomas-Henry[29]
- La Sainte Famille dans les ruines, huile sur cuivre, 18 × 24 cm, Dijon, musée Magnin[30]
- Paysage avec Mercure et Argus, huile sur cuivre, 26 × 29 cm, Turin, galerie Sabauda
- Paysage avec animaux exotiques, huile sur toile, 73,7 × 106,7 cm, musée de l'Ermitage, Saint-Pétersbourg[31]
- Ludovico I il Pio imperatore (814-840) conferma a papa Pasquale I (817-824) le donazioni, fresque, Archives secrètes du Vatican

## Localisation des œuvres

### Collections publiques
- Autriche au Musée d'histoire de l'art de Vienne :
- Belgique, Musée Old Masters à Bruxelles
- États-Unis à l'Art Institute of Chicago et au musée des beaux-arts de San Francisco
- France au Musée du Louvre et à Aix-en-Provence, musée Granet ; musée d'Angoulême ; Musée des beaux-arts de Bordeaux ; Cherbourg-Octeville, musée Thomas-Henry ; Dijon, Musée Magnin ; Château de Fontainebleau ; Palais des beaux-arts de Lille
- Italie à Turin, galerie Sabauda, au Musée des Offices de Florence, et aux Archives secrètes du Vatican
- Royaume-Uni à Édimbourg, galerie nationale d'Écosse ; Londres, National Gallery ; Birmingham Museum and Art Gallery
- Russie à Saint-Pétersbourg, musée de l'Ermitage

### Collections privées référencées
- Collection John et Marine van Vlissigen : Paysage avec des promeneurs au premier plan, plume et encre brune, signé du pictogramme de l'artiste : une paire de lunettes.

### Non localisées
- Enée et Didon se réfugient dans la grotte[réf. nécessaire].